# Villa Malfitano
De Villa Malfitano, voluit Villa Malfitano Whitaker, is een 19e-eeuws landhuis in Palermo, hoofdstad van de Italiaanse regio Sicilië. De villa staat aan de Via Dante, op een heuvel die destijds Malfitano werd genoemd. Dit is nabij de Piazza Principe di Camporeale. 
In de villa is de stichting Fondazione Giuseppe Whitaker ondergebracht, genoemd naar de bouwheer, en dit is de stichting die het museum uitbaat.

## Historiek
De familie Whitaker, van Engelse afkomst, woonde in Palermo al vanaf de tweede helft van de 18e eeuw. Giuseppe Whitaker was een ondernemer die fortuin had gemaakt met Marsala-wijn en met de handel over zee; in zijn vrije tijd was Whitaker een ornitholoog. Hij kocht een terrein aan de buitenrand van Palermo van ridder Giuseppe Beneventano uit Catanië. 
In de jaren 1885-1889 werd de Villa Malfitano gebouwd naar de smaak van Giuseppe Whitaker en zijn vrouw Tina Scalia. Hun architect was Ignazio Greco d’Onofrio uit Palermo. De Villa Malfitano was een plek waar industriëlen uit Palermo uitgenodigd werden door het echtpaar Whitaker.
Sinds 1975 zijn de villa en het park eigendom van de Fondazione Giuseppe Whitaker, onder hoge bescherming van de Accademia dei Lincei in Rome. Het is een museum en occasioneel vormt de villa het decor van prestigieuze evenementen georganiseerd door de regio Sicilië.

## Beschrijving
De Villa Malfitano staat in een park van acht ha waarin een botanische tuin werd aangelegd. In het park staat een buste van Giuseppe Whitaker.
De stijl van het landhuis is neorenaissance. De voorgevel is gericht naar de tuin. De voorgevel heeft een loggia gesteund door zeven Dorische zuilen. Links en rechts van de loggia staat een beeld van een leeuw, de ene glimlacht en de andere slaapt. Aan de zijgevels zijn de vensters en balkons in Libertystijl.
Er zijn drie verdiepingen. Een bekende zaal is de ‘Sala d’Estata’ of Zomerzaal aangezien deze verlucht is met bloemen en planten door Ettore De Maria Bergler waardoor het lijkt of de tuin doorloopt. Daarnaast zijn er nog salons in Lodewijk XV en Lodewijk XVI-stijl, een balzaal, een rokerszaal en een biljartzaal.
Van hun verre reizen bracht het echtpaar Whitaker kunstwerken en kostbare objecten mee; ofwel kochten ze het aan bij Christie's in Londen. Het echtpaar bezat een collectie van 16e-eeuwse Vlaamse wandtapijten. Deze tapijten beelden de reis uit van Aeneas die Troje ontvlucht en terecht komt aan de oevers van de Tiber. Zij hangen in de muziekzaal. Daar staat een laat-18e-eeuwse klavecimbel. Twee olifantenbeelden zijn afkomstig van het keizerlijk paleis van Peking. De villa bezit een uitgebreide collectie aan porseleinen serviezen, spiegels, lusters en fauteuils. Uit Tunesië had Whitaker honderden vogels meegebracht; deze opgezette vogels maken deel uit van de collectie.

## Foto's

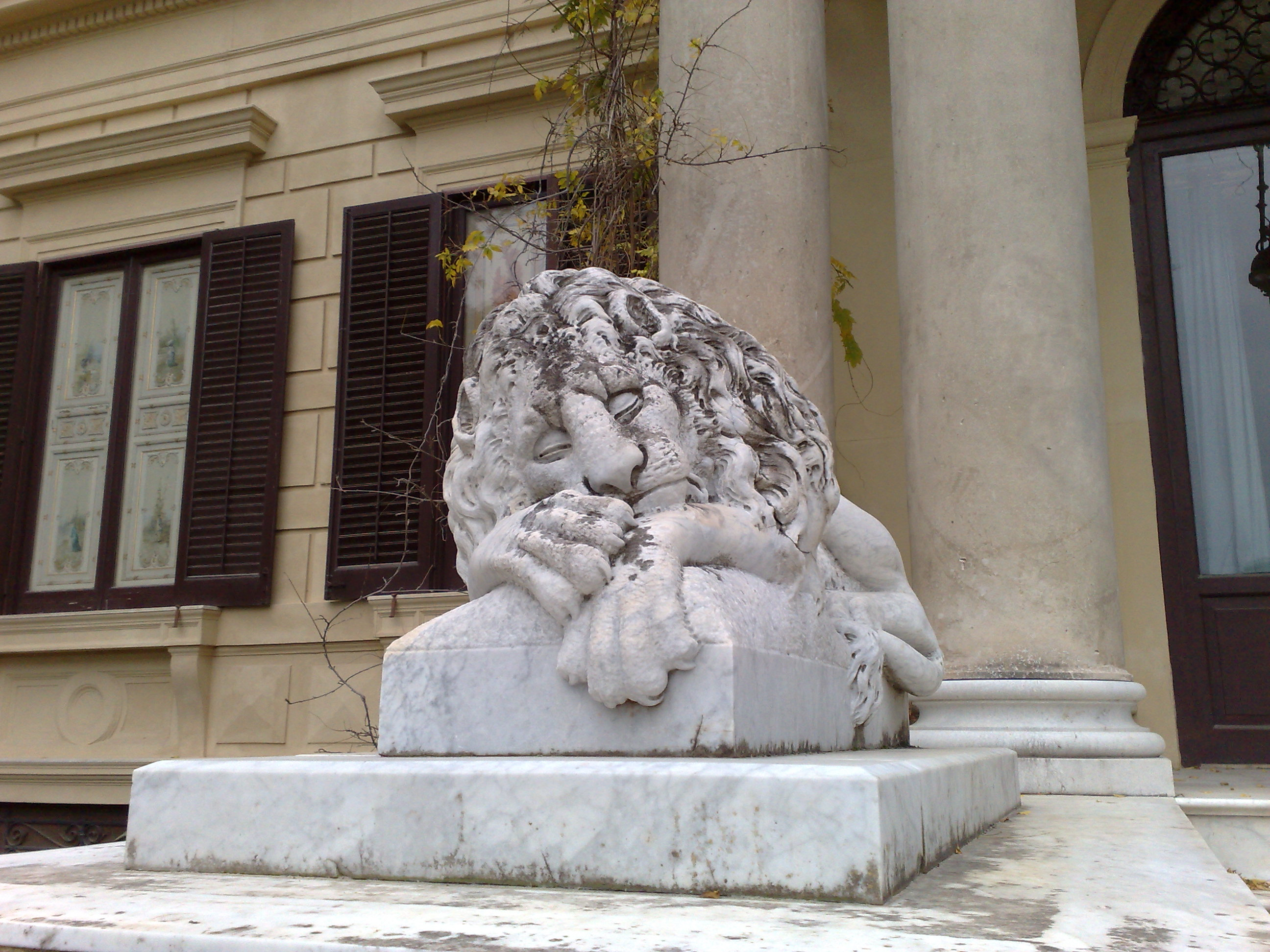
Slapende leeuw bij de ingang
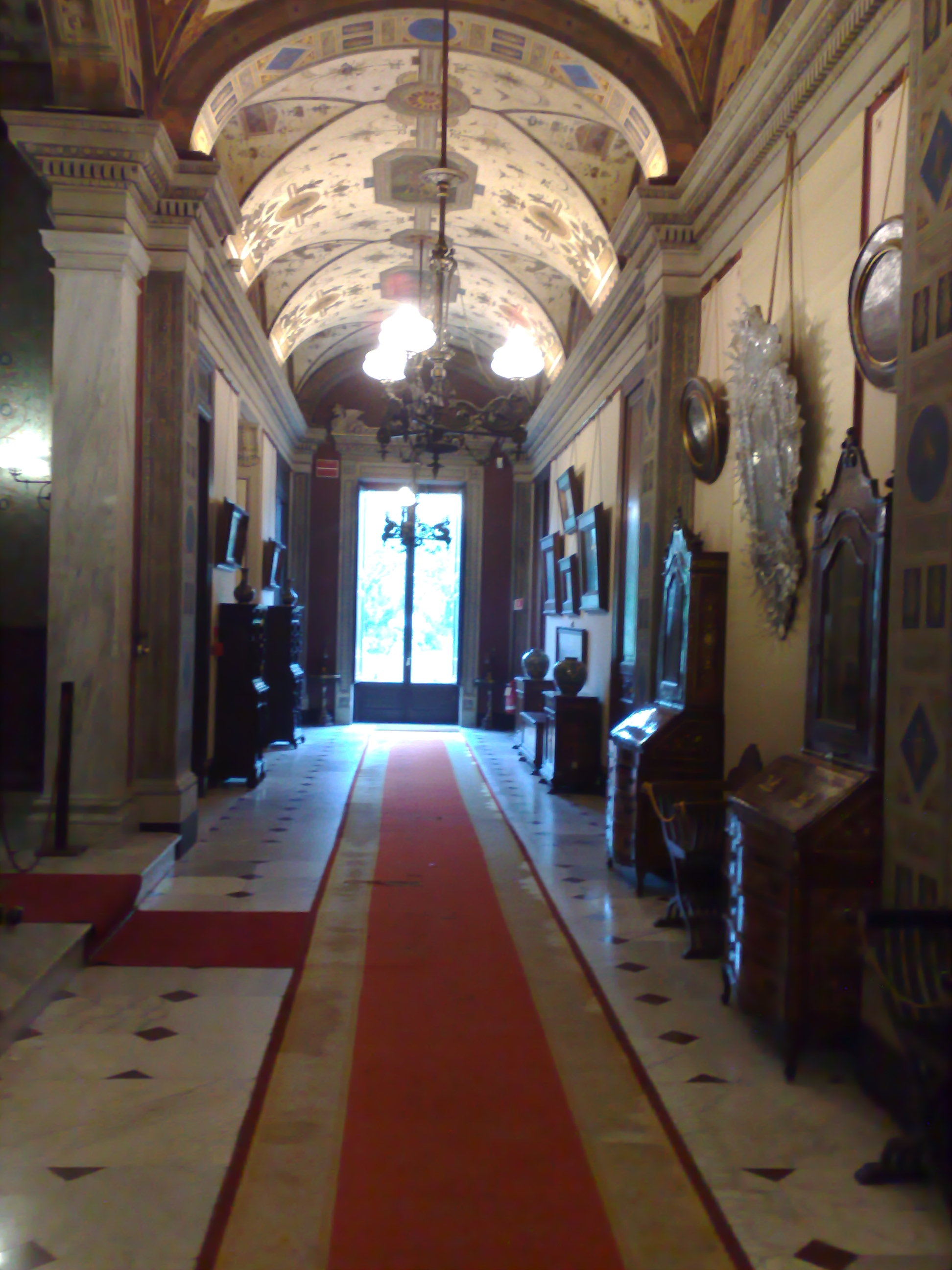
Inkomhal
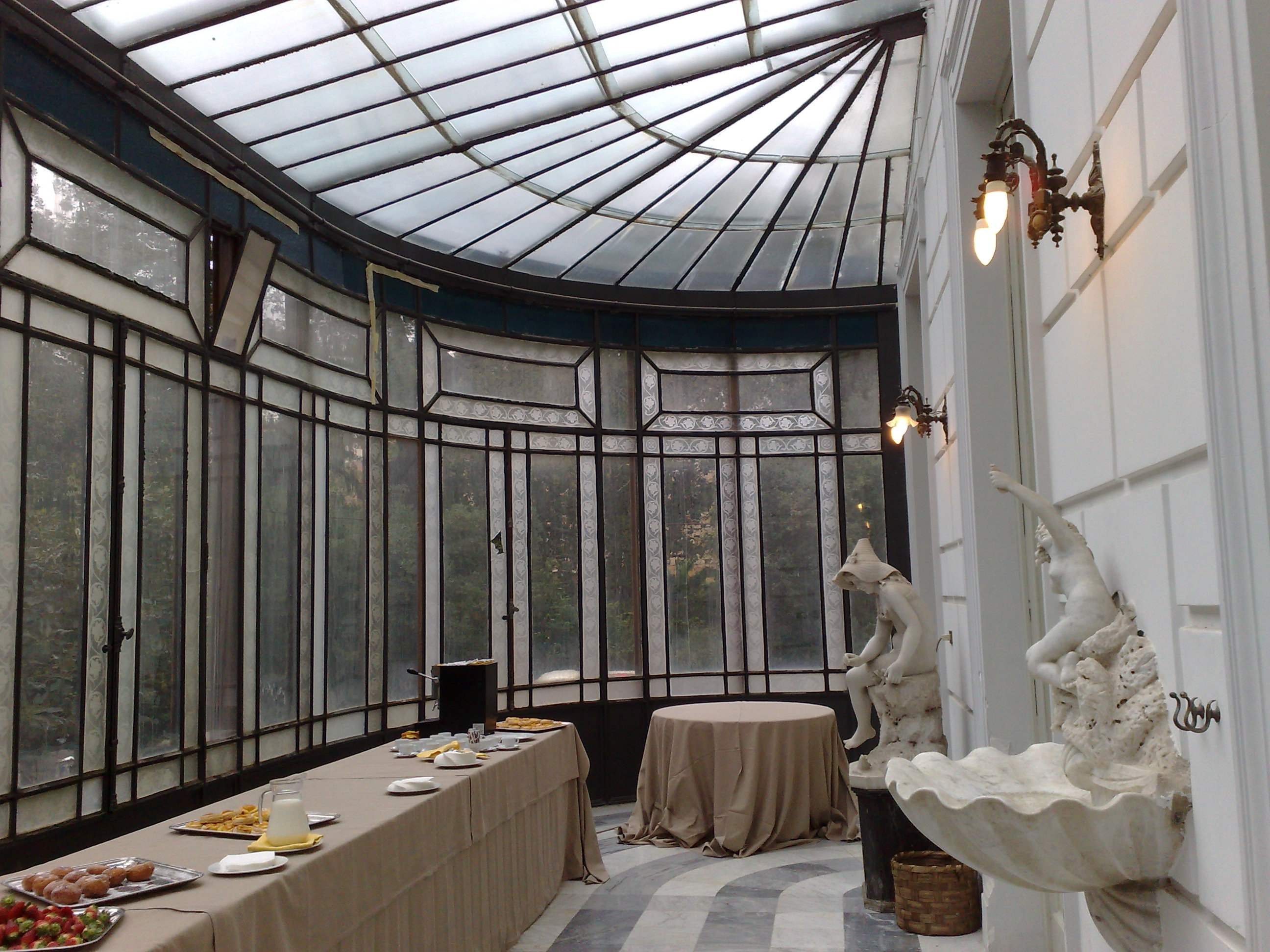
Serre
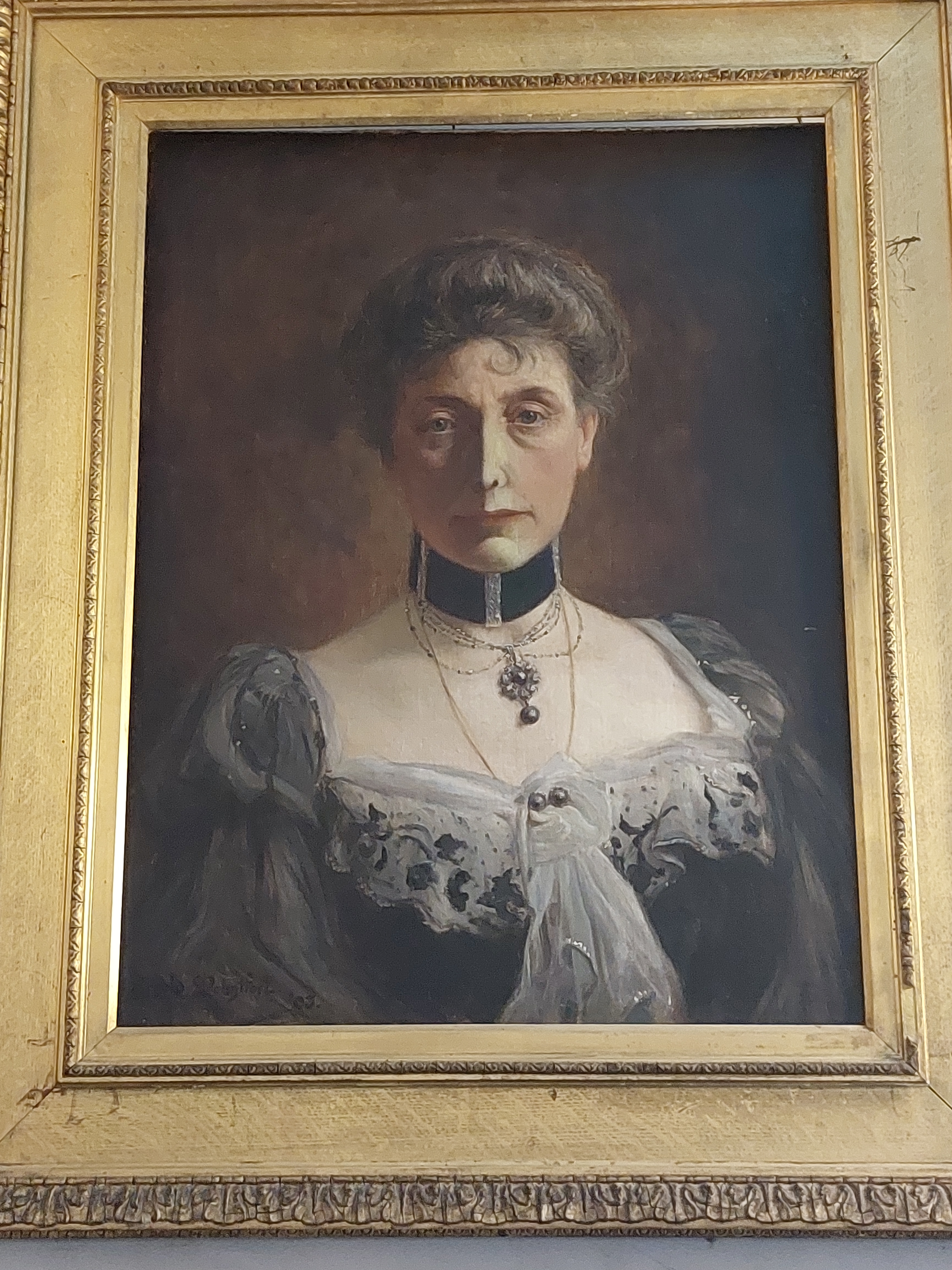
Portret Tina Whitaker-Scalia
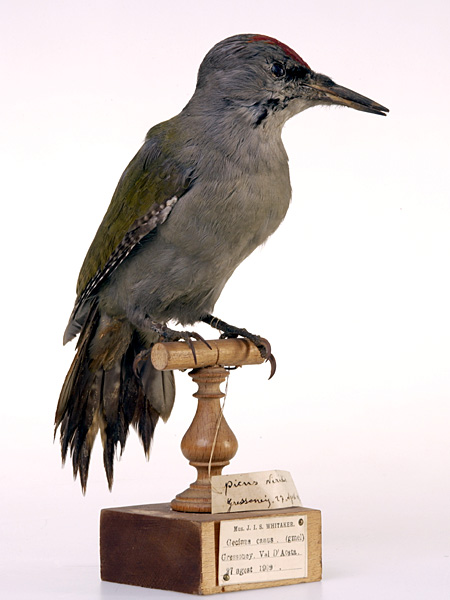
Opgezette grijskopspecht